# Libuše Benešová
Libuše Benešová (* 5. července 1948 Benešov) je česká politička, v letech 1996 až 2000 senátorka za obvod č. 41 – Benešov, v letech 1998 až 2000 předsedkyně Senátu PČR a v letech 1997 až 2001 místopředsedkyně ODS.

## Životopis
Vystudovala češtinu a národopis na Filosofické fakultě Univerzity Karlovy v Praze a do roku 1992 pracovala v Ústavu pro českou a světovou literaturu Akademie věd. V roce 1989 vstoupila do politiky v rámci Občanského fóra, po jehož rozpadu pak přešla do ODS. V roce 1990 byla zvolená starostkou obce Lešany a v letech 1993–⁠1994 zastávala funkci přednostky Okresního úřadu Praha-západ. V komunálních volbách v roce 1994 již do zastupitelstva Lešan nekandidovala.
V letech 1995 až 1997 působila jako náměstkyně na ministerstvu financí. V letech 1996–2000 byla senátorkou za ODS v obvodu č. 41 – Benešov a mezi lety 1998–2000 po Petru Pithartovi druhou předsedkyní Senátu Parlamentu České republiky. V roce 1997 byla na sjezdu ODS v Poděbradech zvolena do křesla místopředsedkyně ODS.
Ve volbách do Senátu v roce 2000 v benešovském obvodu ji porazila kandidátka Čtyřkoalice Helena Rögnerová a na předsednický post v Senátu usedl opět Pithart. V době dva týdny před senátními a krajskými volbami v roce 2004 na sebe Benešová upoutala pozornost, když jako volební manažerka a vedoucí hlavní stranické kanceláře podala výpověď.
K roku 2010 působila na Pražském hradě na pozici ředitelky Odboru spisové a archivní služby Kanceláře prezidenta republiky. Tuto funkci zastávala i za prezidenta Miloše Zemana a v roce 2015 odešla do starobního důchodu. Je předsedkyní správní rady Nadačního fondu Václava Klause.